# 자기비하
자기비하(self-deprecation)는 자기 자신을 과소평가(belittling), 저평가(undervaluing), 경멸(disparaging)함으로써 자기 자신을 비난(reprimanding)하는 행동, 혹은 과도하게 겸손한 행동을 말한다. 자기비하는 불만 제기, 겸손 표출, 최상의 반응 호소, 유머 등의 방법으로 사용될 수 있다. 또한 호감이나 다정함을 표시하는 방법으로도 사용된다. 자기비하는 종종 낮은 자존감(self-esteem)과 우울 및 불안과도 관련 있다. 소셜 미디어 특히 Z세대(Generation Z)에게서 흔해지고 있다.
'자기비하(self-deprecation)'는 정확히 '자기저평가(self-depreciation)'인데, 전자는 라틴어로 기도자(prayer)를 뜻하는 'precari'에서 와서 '자기자신을 저주하는 기도를 하다'라는 뜻을 갖지만, 후자는 라틴어로 가치(value)를 뜻하는 'precium'에서 와서 '자기 자신을 저평가하다'라는 뜻을 갖기 때문이다.

## 목적

### 자기방어
자기비하는 스토아학파(Stoicism)에서 모욕에 대한 반응으로서 권장하였다. 방어적인 태도를 취하는 대신, 스스로를 더 모욕하는 방식으로 같이 하는 것이다. 스토아학파에 따르면, 이는 모욕으로부터의 고통을 제거할 것이다. 또한 이는 상대가 상처 주려고 의도한 말투에 발끈하지 못하기 때문에 상대방을 실망시킴으로서, 이후 다시 그러한 시도를 할 기회를 제거한다. 사람은 타인에게 비판받는 것보다 자기가 자기를 비판하는 것을 선호한다.
그러나 연구자들은 자기비하자에게 부정적인 효과를 가져올 수 있다고 생각한다. 또한 이는 자기가 칭찬받을만 하지 못하다고 느끼며, 자신의 권위를 비하할 수 있다.

### 호감
자기비하를 하면 자신의 약점을 드러내고 칭찬을 꺾어서  더욱 호감 가게 하도록 한다. 사람은 보통 자랑하기 좋아하고 자기를 긍정적으로 이야기하는 사람에 부정적인 인상을 갖는다. 이러한 사람들은 교만한 것으로 인지되지만, 부정적인 방식으로 자기 자신을 묘사할 때는 나타나지 않는다. 무언가 달성한 이후에 자신의 달성이 타인의 자기개념(self-concept)를 위협하는 것을 우려하면 자기비하를 하기도 한다. 부유하거나 성취를 많이한 정치인처럼 높은 지위에 있는 사람들은 자신의 약점을 강조하고 성공을 낮추는 식으로 자기비하를 하면 더 긍정적으로 인지되기도 한다.

### 공손
기존의 영국문화에서 자기비하는 겸손(modesty)의 한 요소로 인지되고 있다. 겸손은 덕목으로 여겨진다. 북미와는 반대로 자신감(self-confidence) 표출은 오히려 자기과시로 여겨진다. 영국, 아일랜드, 호주, 뉴질랜드에서는 이러한 특징이 나타나, 자기를 크게 드러내는 것은 눈살을 찌푸리게 한다. 영국인의 일반적인 행동에서 자기비하는 타인을 먼저 배려하는 방식으로 공손함을 표하는 것이다.

### 코메디
자기비하는 북미에서 코메디로 여겨지며, 로드니 데인저필드(Rodney Dangerfield), 우디 앨런(Woody Allen), 네이선 필더(Nathan Fielder), 돈 노츠(Don Knotts), 조앤 리버스(Joan Rivers) 등이 있다.

## 같이 보기
- 동조 압력
- 당혹감
- 반추
- 자기
- 자의식
- 자아개념
- 자아상
- 자기동정
- 자기반성
- 자기수용
- 자기애
- 자기연민
- 자기용서
- 자기존중
- 자기혐오
- 자기확신